# Ліцей № 76 імені Олеся Гончара (Київ)
Ліцей № 76 імені Олеся Гончара — середня загальноосвітня школа з поглибленим вивченням української мови та літератури, розташована у Києві на вулиці Жмеринській, 8.
Упродовж свого існування школа завжди була україномовною. Станом на початок 2020 школа займає п'ять корпусів, у ній навчається понад 1140 учнів.

## Історія
Номер 76 ще в 1918 році отримала школа робітничої молоді на Трухановому острові. Потім це була початкова школа, семирічна.
З 1971 року школа № 76 зайняла новозбудоване приміщення в малозаселеному районі Микільської Борщагівки і стала середньою загальноосвітньою.
У 2003 розпочата добудова нових і реконструкція старих корпусів школи. До того школа через велику кількість учнів працювала у дві зміни.
В 2005 році школа № 76 отримала статус спеціалізованої з поглибленим вивченням української мови та літератури, а в серпні 2007 року їй було присвоєно ім'я Олеся Гончара.
1 квітня 2008 року до 90-річчя з дня народження Олеся Гончара було відкрито шкільний музей.
У жовтні 2024 році Спеціалізована школа отримала статус Ліцею